# エ・テメン・ニグル

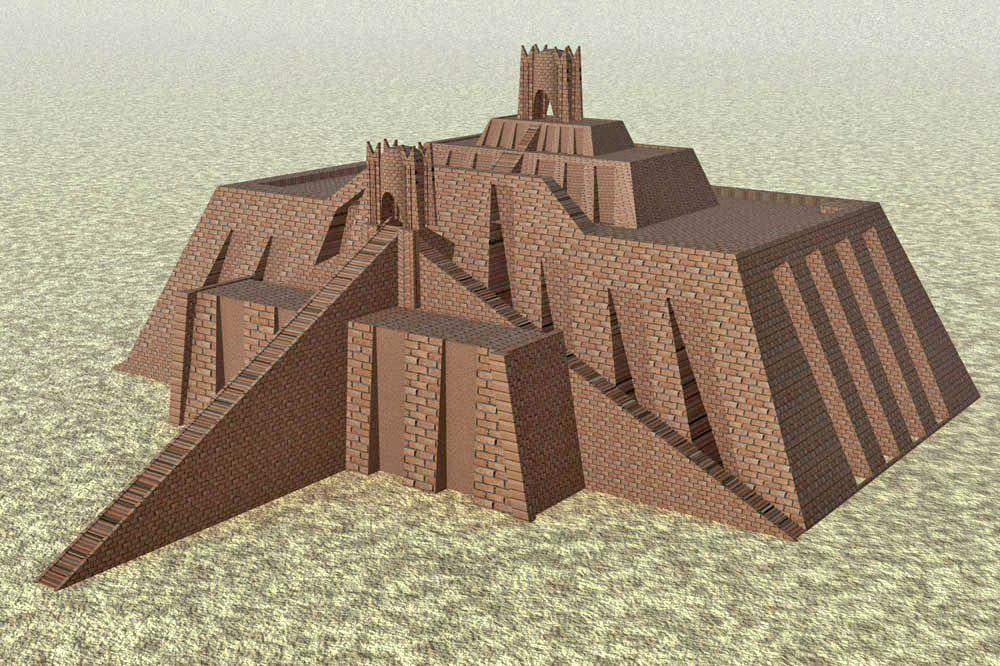
ウル・ナンムのジッグラトの再建模型図。1939年のレオナード・ウーリー (vol. V, fig. 1.4) による再建に基づく)

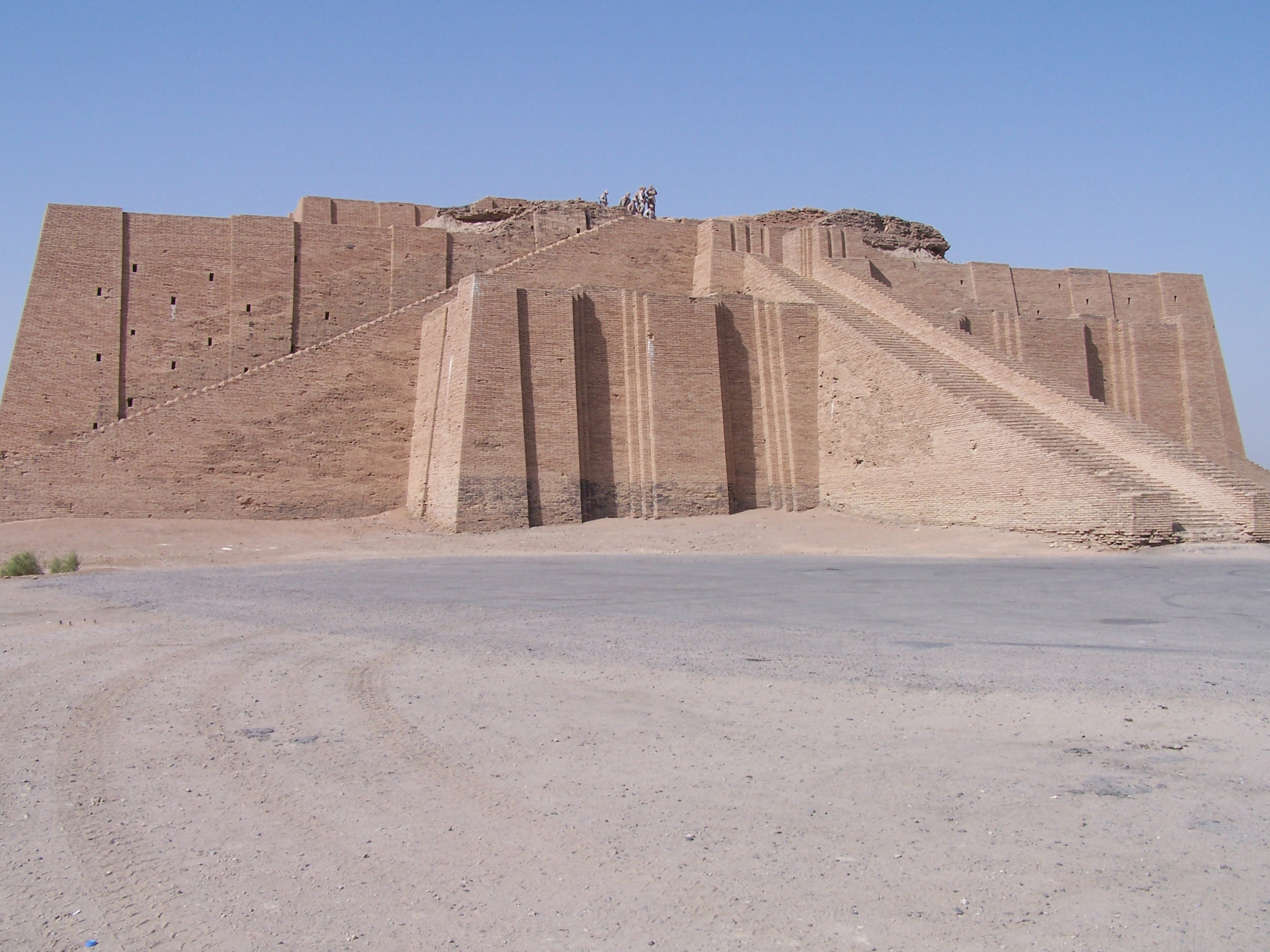
再建されたジッグラトのファサード。新バビロニア時代の実際の遺構が上部に突き出ているのがうかがえる。

エ・テメン・ニグル（シュメール語 E-temen-nigur(u) É.TEMEN.NÍ.GÙR(U).(RU) 𒂍𒋼𒉎𒅍(𒊒) 「畏怖をもたらす基礎の家」、Ziggurat of Ur） は、ウル第三王朝ウル（今日のイラクジーカール県ナーシリーヤ近郊）に位置したジッグラト。通称「ウルのジッグラト」。

## 年表
- 初期青銅器時代（紀元前21世紀）：ウル・ナンムにより、ウルの守護神である月神ナンナ／シンへ捧げる神殿として建築開始[3][4]。
- 紀元前21世紀：シュルギ王の治世に竣工。
  - 種別：階段ピラミッド
  - 長さ：64メートル（210フィート）
  - 幅：46メートル（150フィート）
  - 高さ：推定 30メートル（100フィート）
- 紀元前6世紀：新バビロニア帝国最後の王ナボニドゥスにより再建築[5]。
- 19世紀：ウィリアム・ケネット・ロフタス（William Kennett Loftus）により記述。
- 1850年代：John George Taylor による発掘[6]。
- 1922-34年：レオナード・ウーリー、ペンシルベニア大学考古学人類学博物館、英国博物館による発掘。
- 第1次世界大戦後：Reginald Campbell Thomson、ヘンリー・ホール（Henry Hall）による発掘。
- 3層（最下層は紀元前21世紀、2、3層目は紀元前6世紀の建築）が発掘[7]。
- サダム・フセイン治世：最下層のファサード、階段が改築。
- 1991年：第1次湾岸戦争で損傷。